# Igor Strawinski
Igor Fiodorowicz Strawinski (ros. Игорь Фёдорович Стравинский; ur. 5 czerwca?/17 czerwca 1882 w Oranienbaumie, zm. 6 kwietnia 1971 w Nowym Jorku) – rosyjski kompozytor, pianista i dyrygent. Jeden z najwybitniejszych kompozytorów i symfoników XX wieku. Jego dorobek obejmuje elementy neoromantyzmu, neoklasycyzmu oraz dodekafonii, co czyni go artystą balansującym między tradycją a awangardą.

## Rodzina
Strawinski pochodził z rodziny o muzycznych tradycjach. Jego ojciec, Fiodor, był śpiewakiem operowym i gwiazdą petersburskiego Teatru Maryjskiego – jego następcą został Fiodor Szalapin. Śpiewakiem był również brat kompozytora, Jurij.
Matka kompozytora, Anna Kiriłłowna Chołodowska (1854–1939), pochodziła z Kijowa i była pianistką oraz akompaniatorką męża.
Ojciec kompozytora pochodził z polskiej kresowej szlachty Strawińskich herbu Sulima. Daleki przodek Igora – Stanisław Strawiński był jednym z oficerów konfederacji barskiej, który zaplanował i przeprowadził w 1771 roku porwanie króla Stanisława Augusta Poniatowskiego.

## Życiorys

### Dzieciństwo
Igor, trzeci syn Fiodora i Marii, urodził się w drewnianym domu przy ulicy Szwajcarskiej numer 137 w godzinach południowych dnia 5 (17) czerwca 1882 r. w podmiejskiej letniskowej miejscowości Oranienbaum (obecnie Łomonosow) pod Petersburgiem.
Strawinscy mieszkali w lecie w Oranienbaumie w 1884, 1885 i prawdopodobnie w 1892 roku. Młodszy brat Igora, Jurij urodził się tamże, ale w innym domu 30 lipca (11) sierpnia 1884 roku. Miejsce to było modną letnią miejscowością dla petersburskiej inteligencji. Mieszkali tam pisarze Tołstoj, Niekrasow, malarze-realiści Sawrasow, Szyszkin i Riepin a kompozytor Musorgski spędził ostatnie lato (1880 r.) pisząc muzykę do opery Chowańszczyzna. W teatrze przy placu dworcowym ojciec Igora, Fiodor Strawinski śpiewał arie z oper, m.in. Warłama z Borysa Godunowa Musorgskiego, Farlafa z Rusłana i Ludmiły Glinki oraz Ramfisa z Aidy Verdiego. Ojciec umieszczał całą rodzinę z czworgiem dzieci w Oranienbaumie około połowy maja, a sam dojeżdżał do pracy w teatrach operowych Petersburga, Wyborga i Moskwy.
Od dziewiątego roku życia uczył się gry na fortepianie u Aleksandry Snietkowej, a następnie u Leokadii Kaszpierowej (uczennicy Antona Rubinsteina). Po ukończeniu renomowanego petersburskiego gimnazjum Gurewicza pod wpływem ojca wstąpił na Wydział Prawa na Uniwersytecie w Petersburgu, gdzie studiował w latach 1900–1905. Prywatnie od roku 1903 studiował kompozycję i instrumentację pod kierunkiem Rimskiego-Korsakowa, który zauważywszy jego wielki talent, kierował pierwszymi próbami kompozytorskimi. Pierwsze utwory fortepianowe zaczął komponować w 1898 roku (Tarantella na fortepian 1898, Scherzo na fort. 1902).

### Młodość

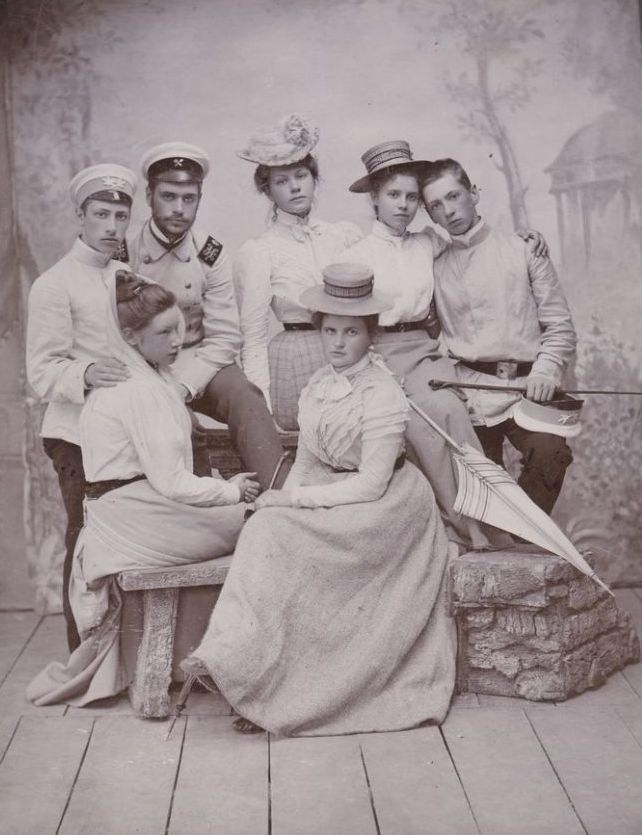
Strawinski z żoną i dziećmi (ok. 1890-1900)

W 1905 roku ożenił się ze swoją przyjaciółką z dzieciństwa i zarazem kuzynką – Jekatieriną Nosienko (zm. 1939), z którą miał czworo dzieci. Jego drugą żoną była Wiera de Bosset, primo voto Sudiejkina, była tancerka zespołu Siergieja Diagilewa. Zamieszkał w domu zbudowanym na ziemiach odziedziczonych przez żonę w Uściługu.

### Lata dojrzałe
W 1910 roku wyjechał do Szwajcarii. Przełomem w jego karierze było spotkanie z Siergiejem Diagilewem, organizatorem słynnych Baletów Rosyjskich. Na jego zamówienie Strawinski skomponował balet Ognisty ptak (1910), oparty na motywach rosyjskiej baśni ludowej. Nowatorska muzyka tego dzieła zwróciła uwagę na młodego kompozytora, jednak prawdziwą sławę przyniosły mu kolejne balety: Pietruszka (1911) oraz Święto wiosny (1913) i Pulcinella. Prapremiera Święta wiosny w Paryżu wywołała ogromne kontrowersje. Dzieło zostało uznane za brutalne i barbarzyńskie, a protesty publiczności były tak głośne, że tancerze nie słyszeli muzyki. Twórca choreografii, Wacław Niżyński, musiał zza kulis rytmicznie wyliczać takty, by umożliwić wykonanie baletu. Oburzenie wywołane spektaklem było powszechne, jednak Strawinskiego i Diagilewa wsparli czołowi muzycy epoki, w tym Debussy i Ravel. Dziś Święto wiosny uznawane jest za klasyczny przykład muzycznej awangardy początku XX wieku.
W latach międzywojennych rozpoczął działalność dyrygencką i pianistyczną, wykonując napisane dla siebie utwory, takie jak „Koncert fortepianowy”, „Capriccio” i „Koncert na dwa fortepiany” (wykonywany wspólnie z synem Swiatosławem).
W 1920 roku wyjechał do Francji i osiadł w Paryżu, a jego zainteresowania twórcze zwróciły się ku przeszłości. Wzorem stały się dla niego dzieła takich kompozytorów jak Giovanni Battista Pergolesi, Gioacchino Rossini, Carl Maria von Weber, a także rosyjskich twórców – Glinki i Czajkowskiego. Mimo że większość życia spędził poza Rosją, zawsze podkreślał swoje rosyjskie korzenie.
Na początku II wojny światowej Strawinski wyemigrował do Stanów Zjednoczonych, gdzie spędził resztę życia. Często jednak podróżował po całym świecie. Został pochowany na wyspie San Michele w Wenecji, jego grób znajduje się nieopodal grobu Diagilewa.
W Stanach zainteresował się techniką dodekafoniczną, co znalazło odzwierciedlenie w jego późniejszych kompozycjach.

## Muzyka
Strawinski, uważany za jednego z najbardziej wpływowych kompozytorów XX wieku, skomponował ponad setkę utworów. Ewolucję jego muzyki zazwyczaj przedstawia się jako następstwo trzech faz:
- rosyjskiej (od ok. 1910),
- neoklasycznej (od „Pulcinelli” do opery „Żywot rozpustnika”),
- dodekafonicznej (ostatnie dwie dekady życia).

Święto wiosny wykonane w 1913 roku w Paryżu stało się przyczyną jednego z największych skandali w historii życia muzycznego.
W tych baletach Strawinski wykorzystuje oryginalne melodie ludowe, łącząc je z nowoczesną harmonią i specyficzną dla niego budową montażową (operowanie strukturami formalnymi, które są powtarzane lub modyfikowane), bardzo wyraźnie zarysowaną.
O ile publiczność najchętniej słuchała jego utworów „rosyjskich”, to kompozytorzy najsilniej ulegali jego neoklasycyzmowi.
Często komponował na zespoły o nietypowej obsadzie. W wielu utworach ograniczał rolę instrumentów smyczkowych, za to pierwszoplanową rolę dawał instrumentom dętym (przykład skrajny: Symfonie instrumentów dętych przeznaczone na same instrumenty dęte).
Skomponował wiele utworów religijnych (najbardziej znany – Symfonia psalmów), zwłaszcza w ostatnich latach życia (np. Canticum sacrum, Treny, Introitus i Requiem Canticles).
W wielu utworach Strawinski nawiązywał do muzyki dawnych epok, a nawet do innych kompozytorów, np. do Piotra Czajkowskiego w balecie Pocałunek wieszczki, do oratoriów Händla w Królu Edypie, do Koncertów brandenburskich J.S. Bacha w Concerto in Es: „Dumbarton Oaks”.

## Związki z Polską
Rodzina jego ojca miała polskie korzenie, posługiwała się herbem Sulima. Prapradziadek kompozytora Stanisław Strawiński podczas konfederacji barskiej 3 listopada 1771 roku uczestniczył w porwaniu króla Stanisława Augusta Poniatowskiego.
Ponieważ majątek jego pierwszej żony znajdował się na terenie Polski, Strawinski podjął starania o polskie obywatelstwo, ale zrezygnował, napotykając biurokratyczne przeszkody. Według jednej wersji zaniechał tych starań na widok długiej kolejki oczekujących w konsulacie polskim w Paryżu. Według innej – zniechęcił go obojętny stosunek jakiegoś urzędnika, który go potraktował jako jednego z wielu emigrantów rosyjskich nachodzących wówczas wszystkie placówki dyplomatyczne.
W Polsce wystąpił dwukrotnie. 4 i 6 listopada 1924 roku w Warszawie dyrygował „Scherzem fantastycznym” i suitą z „Pulcinelli”, a także zagrał swój „Koncert fortepianowy” z orkiestrą warszawskiej filharmonii, którą dyrygował Grzegorz Fitelberg. Po raz drugi przyjechał do Warszawy w 1965 roku. Znów wystąpił z zespołem warszawskiej Filharmonii Narodowej. 28 i 29 maja dyrygował „Symfonią psalmów” i finałem z „Ognistego ptaka”.

## Odznaczenia
- Komandor Orderu Świętego Jakuba od Miecza (1966)[12].

## Ważniejsze utwory
- Symfonia Es-dur – 1907
- Ognisty ptak – balet 1910
- Pietruszka – balet 1911
- Święto wiosny – balet 1913
- Słowik – opera 1914
- Ragtime na 11 instrumentów – 1918
- Pulcinella – balet 1920 (i oparta na niej suita o tym samym tytule z 1922)
- Symfonia na instrumenty dęte – 1921
- Wesele – balet 1923
- Oktet – 1923
- Oedipus Rex (Król Edyp) – oratorium 1927
- Apollo i Muzy – balet 1928
- Pocałunek wieszczki – balet 1928
- Symfonia psalmów na chór i orkiestrę – 1930
- Koncert skrzypcowy D-dur, op. 35 – 1931
- Gra w karty – balet 1937
- Dumbarton Oaks Concerto – 1938
- Symphony in C – 1940
- Babel – kantata 1944, ostatnia część wielkiej suity Genesis, której części komponowali również Arnold Schönberg, Aleksander Tansman i Darius Milhaud
- Koncert hebanowy (Ebony Concerto) na orkiestrę jazzową – 1945
- Symfonia w 3 częściach – 1946
- Koncert D-dur na orkiestrę smyczkową – 1947
- Orfeusz – balet 1947
- Msza – 1948
- Żywot rozpustnika – opera 1948-1951
- The Rake’s Progress – opera 1951
- Septet – 1953
- Canticum Sacrum – 1956
- Agon – balet 1957
- Threni – 1958
- Movements na fortepian i orkiestrę – 1960
- A Sermon, a Narrative and a Prayer – 1961